# Seegefecht bei Barcelona (1642)
Les Avins – Löwen – Tornavento – Guetaria – Fontarrabie – Corbie – Diedenhofen 1639 – Turin – Arras 1640 – Aire-sur-la-Lys – La Marfée – Honnecourt – Barcelona – Cartagena – Diedenhofen 1643 – Rocroi – Orbetello – Fort Mardyck – Dünkirchen – Rethel – Bordeaux – Lens – Arras 1654 – Valenciennes – Dünenschlacht
Das Seegefecht bei Barcelona war eine Seeschlacht des französisch-spanischen Krieges, das vor Barcelona vom 29. Juni bis zum 3. Juli 1642 zwischen einer spanischen Flotte unter Juan Alonso Idiáquez, 2. Herzog von Ciudad Real und einer französischen Flotte unter Jean Armand de Maillé-Brézé, Herzog von Fronsac ausgetragen wurde. In der dreitägigen Schlacht schlug Brézé die spanische Flotte, die den Versuch unternommen hatte, isolierten spanischen Garnisonen an der katalanischen Küste zu Hilfe zu eilen und zwang Idiáquez, sich zur Reparatur nach Mallorca zurückzuziehen. Wie üblich in Schlachten, in denen Maillé-Brézé beteiligt war, machte die französische Flotte umfangreichen Gebrauch von ihren Brandern. In dieser Schlacht aber fiel die Galion-de-Guise, ein großes französisches Vize-Flaggschiff, den eigenen Brandern anheim, wurde zum Raub der Flammen und sank. Gleichwohl änderte dies nichts mehr am Sieg der Franzosen, der über lange Sicht zum Fall des katalanischen Perpignans im September 1642 führte.

## Hintergrund
Nach Ausbruch des Aufstands der Schnitter, einer katalanischen Revolte gegen die spanische Herrschaft, waren Mitte 1641 große Teile des Fürstentums in Händen der Rebellen und ihrer französischen Verbündeten. Die Operationen der spanischen Streitkräfte waren auf das Gebiet um Tarragona und Tortosa im Süden und die Grafschaft Roussillon im Norden sowie einige isolierte Häfen entlang der Küste beschränkt. Der französische Vizekönig von Katalonien, Philippe de La Mothe-Houdancourt, versuchte zwischen Mai und August Tarragona einzunehmen, scheiterte jedoch, da die französische Blockadeflotte unter Henri d’Escoubleau de Sourdis zahlenmäßig nicht ausreichte, um einem großen spanischen Entsatzungskonvoi den Einzug nach Tarragona zu verwehren. Sourdis war nie besonders begeistert von der Blockade Tarragonas, da er alle Anstrengenen auf die Eroberung von Collioure richten wollte, um die spanische Armee in Perpignan auszuhungern. Kardinal Richelieu ersetzte ihn später durch seinen Neffen Jean Armand de Maillé-Brézé, doch für den 1642er Feldzug folgte er noch seinen Plänen, und verwandte die meisten seiner Kräfte auf die Eroberung Roussillons.

## Französische Vorbereitungen
Marschall Charles de La Porte nahm Collioure am 13. April ein und belagerte gemeinsam mit Friedrich von Schomberg Perpignan. Die französische Flotte blockierte die Küste zwischen Tarragona und Collioure, um nötigenfalls die spanische Flotte in ein Gefecht zu verwickeln. Die Flotten von Ponant und Levant sammelten sich bei Barcelona. Das Geschwader von Brest, das aus 21 Fregatten, 2 Fleuten und 6 Brandern bestand, verdoppelte die Anzahl der Schiffe am 10. Juni beim Cabo de Gata. Das Geschwader von Toulon, das vom Chevalier de Cangé angeführt wurde und aus 19 Fregatten, 4 Fleuten und 6 Brandern bestand, erreichte Barcelona am 8. Mai. Die flotte des galères unter dem Bailli de Forbin setzte sich aus 25 Einheiten zusammen und kam am 21. Juni an. Komplettiert wurde die Flotte durch ein kleines Geschwader unter Abraham Duquesne, das zum Kreuzen vor der katalanischen Küste zurückgelassen worden war, und zehn gemieteten englischen und niederländischen Schiffen, wodurch die Stärke auf fast 60 Schiffe gesteigert werden konnte. Nachdem am 22. Juni an Deck ein Kriegsrat abgehalten worden war, ließ Maillé-Brézé seine Schiffe Segel setzen, um eine spanische Flotte abzufangen, die Berichten zufolge auf der Höhe von Tarragona gesichtet worden war.

## Spanische Vorbereitungen
Spanische Seeoffiziere versuchten, die spanische Flotte rechtzeitig einsatzbereit zu haben, um die Vereinigung der französischen Flotten von Levant und Ponant zu verhindern, scheiterten aber. Daher konzentrierten sie sich darauf, so viele Schiffe wie möglich für eine Entsatzflotte zu versammeln, die die isolierten Garnisonen entlang der Küste und insbesondere das bedrängte Roussillon entlasten sollte. Der Entsatz von der Seeseite war die einzig verbliebene Möglichkeit, da eine Landarmee, die durch das Land bis Perpignan ziehen und für Entsetzung sorgen sollte, bei La Mothe-Houdancourt in der Schlacht von Montmeló und der anschließenden Schlacht von La Granada geschlagen und Graf Pedro Antonio de Aragón, sein Leutnant Gerolamo Caracciolo und die gesamte verbliebene Streitmacht von ungefähr 3.500 Mann gefangen genommen wurde. Im Angesicht der Niederlage wurde ganz Kastilien dem Kriegsrecht unterstellt. Fremde und private Schiffe wurden beschlagnahmt, Silber von Privatleuten wurde eingeschmolzen um Münzen zu prägen, mit denen die Truppen bezahlt werden konnten und bald war Cádiz voll mit Soldaten und Matrosen, die aus dem ganzen Land herbeigeströmt waren. Der Herzog von Ciudad Real, ein Mann bar jeglicher Erfahrung in maritimer Kriegsführung, wurde zum obersten Flottenchef ernannt. Sein Stellvertreter war Admiral General Sancho de Urdanivia. Die in aller Eile zusammengetriebene Flotte bestand aus 31 Galeonen oder größeren Segelschiffen, 2 Fregatten, 3 Pataches, 6 Brandern, einem Konvoi aus Tartanen und 35 Barcos longos, einer neu entwickelten Art von Konter-Brandern.

## Die Schlacht
Die spanische Flotte traf am 29. Juni um etwa 15:00 Uhr vor Barcelona ein und griff, trotz der späten Stunde, der rauen See und obwohl sie noch nicht in Gänze versammelt war, sofort die Franzosen an. Die Schlacht tobte bis zum Sonnenuntergang. Die Spanier versuchten, einige der französischen Schiff zu entern, blieben aber erfolglos. Die Franzosen benutzten einen ihrer Brander, die Spanier gar drei, aber auch diese blieben ohne nennenswerten Erfolg.
Am nächsten Tag erreichten die langsameren spanischen Galeeren Barcelona und die nun komplettierte spanische Flotte griff erneut an. Nun gelang es der Magdalena und einigen kleineren spanischen Schiffen die große französische Galion-de-Guise zu isolieren und drohten, das Schiff zu entern. Die Franzosen schickten einen Brander in Richtung der Magdalena, doch den Spaniern gelang es, den Brander auf die Guise umzulenken, die sofort Feuer fing. Die Guise versank brennend in den Fluten und mit ihr ihr Kommandant Hercule de Conigan de Cangé zusammen mit 540 Mann Besatzung, darunter 500 Franzosen und etwa 30 Spanier.
Am 3. Juli setzte sich die Schlacht fort, doch nun gewann die französische Artillerie die Oberhand und mehrere spanische Schiffe wurden schwer beschädigt. Der Herzog von Ciudad Real war gezwungen, sich zurückzuziehen und den Franzosen den Sieg zu überlassen.